# Histoire de l'Eure

Carte de l'Eure (1790)

Carte de l'Eure (1800)

Le département de l'Eure est créé à la Révolution française, le 4 mars 1790, en application de la loi du 22 décembre 1789, à partir d'une partie de l'ancienne province de Normandie sous la dénomination « Département d'Évreux ».
Le département fut d'abord divisé en six entités administratives : district d'Évreux, district des Andelys, district de Bernay, district de Louviers, district de Pont-Audemer et district de Verneuil en 1790 puis en cinq nouvelles entités à partir de 1800 : arrondissement des Andelys, arrondissement de Bernay, arrondissement d'Évreux, arrondissement de Louviers et arrondissement de Pont-Audemer.
De 1791 à 1793, les districts eurois fournirent cinq bataillons de volontaires nationaux et une compagnie.
Chef-lieu du département à sa création, Évreux abandonne cette fonction au cours de l'année 1793 au profit de Bernay, mais la récupère avant la fin de cette même année.
Après la victoire des coalisés à la bataille de Waterloo (18 juin 1815), le département est occupé par les troupes prussiennes de juin 1815 à novembre 1818 (voir occupation de la France à la fin du Premier Empire).
Après le coup d'État du 2 décembre 1851 de Napoléon III, l'Eure fait partie des départements placés en état de siège afin de parer à tout soulèvement massif. Moins d'une centaine d'opposants sont arrêtés.
Les arrondissements de Louviers et Pont-Audemer sont supprimés en 1926.
Après les désastres de la Seconde Guerre mondiale, six villes sont décorées de la croix de guerre : Les Andelys, Évreux, Gisors, Louviers, Pont-Audemer, Vernon.
En 1956, l'Eure et la Seine-Maritime sont regroupés au sein de la région de Haute-Normandie.
50 ans après la division des 2 Normandie, la Basse-Normandie et la Haute-Normandie se réunifient le 1er janvier 2016 pour constituer la région Normandie.